# Cantagalo (stacja metra)
Cantagalo – stacja początkowa metra w Rio de Janeiro, w dzielnicy Copacabana, na linii 1. Zlokalizowana jest pomiędzy stacjami Ipanema/General Osório i Siqueira Campos. Została otwarta 18 grudnia 2006.